# Liste der norwegischen Regierungen
Die Liste der norwegischen Regierungen führt alle Regierungen (Regjering) des Königreich Norwegen seit 1814 auf.

## Regierungen 1814 bis 1884
Zwischen 1814 und 1884 fanden keine kompletten Regierungswechsel statt, Regierungsposten wurden einzeln neu besetzt. Trotzdem hat sich später eine grobe Periodisierung etabliert:
| Regierung                         | von                | bis                | Regierungschef                         |
| --------------------------------- | ------------------ | ------------------ | -------------------------------------- |
| «Staatsrat von 1814»              | 2. März 1814       | 11. November 1814  |                                        |
| Regierung Wedel-Jarlsberg I       | 11. November 1814  | 19. September 1836 | Hermann Wedel-Jarlsberg                |
| Regierung Wedel-Jarlsberg II      | 19. September 1836 | 8. März 1844       | Herman Wedel-Jarlsberg                 |
| Regierung Løvenskiold/Vogt        | 8. März 1844       | 17. Juni 1856      | Severin Løvenskiold Jørgen Herman Vogt |
| Regierung Vogt                    | 17. Juni 1856      | 16. Dezember 1858  | Jørgen Herman Vogt                     |
| Regierung Sibbern/Birch/Motzfeldt | 16. Dezember 1858  | 17. Dezember 1861  | Georg Sibbern                          |
| Regierung Stang                   | 17. Dezember 1861  | 11. Oktober 1880   | Frederik Stang                         |
| Regierung Selmer                  | 11. Oktober 1880   | 1. März 1884       | Christian August Selmer                |
| Regierung Schweigaard             | 3. April 1884      | 26. Juni 1884      | Christian Schweigaard                  |

## Regierungen 1884 bis 1945
Seit 1884 findet bei der Regierungsbildung das parlamentarische Mehrheitsprinzip Beachtung. Abschiedsgesuche des Regierungschefs haben nur insofern eine Bedeutung, als die Regierungen geschäftsführend im Amt bleiben, aber keine Entscheidungen größerer Tragweite mehr treffen können. Dieser eng begrenzte Spielraum gilt nach parlamentarischer Sitte zudem für Regierungen, deren Abgang infolge einer Wahlniederlage absehbar ist.
Ap = Arbeiderpartiet (Sozialdemokraten)
Bp = Bondepartiet (Bauernpartei)
FV = Frisinnede Venstre (Rechtsliberale)
H = Høyre (Konservative)
V = Venstre (Liberale)
NS = Nasjonal Samling (Nationalsozialisten)
- Johan Sverdrup (V) 26. Juni 1884 – 13. Juli 1889
- Emil Stang (H) 13. Juli 1889 – 6. März 1891
- Johannes Steen (V) 6. März 1891 – 2. Mai 1893
- Emil Stang (H) 2. Mai 1893 – 14. Oktober 1895
- Francis Hagerup (H) 14. Oktober 1895 – 17. Februar 1898
- Johannes Steen (V) 17. Februar 1898 – 21. April 1902
- Otto Albert Blehr (V) 21. April 1902 – 22. Oktober 1903
- Francis Hagerup (H) 22. Oktober 1903 – 11. März 1905
- Christian Michelsen 11. März 1905 – 23. Oktober 1907
- Jørgen Løvland 23. Oktober 1907 – 19. März 1908 (Abschiedsgesuch 14. März 1908)[1]
- Gunnar Knudsen (V) 19. März 1908 – 2. Februar 1910
- Wollert Konow (FV) 2. Februar 1910 – 20. Februar 1912
- Jens Bratlie (H) 20. Februar 1912 – 31. März 1913
- Gunnar Knudsen (V) 31. März 1913 – 21. Juni 1920
- Otto Bahr Halvorsen (H) 21. Juni 1920 – 22. Juni 1921
- Otto Albert Blehr (V) 22. Juni 1921 – 6. März 1923 (Abschiedsgesuch 2. März 1923)[2]
- Otto Bahr Halvorsen (H) 6. März 1923 – 30. Mai 1923 (Tod des Ministerpräsidenten am 23. Mai 1923)[3]
- Abraham Berge (FV) 30. Mai 1923 – 25. Juli 1924
- Johan Ludwig Mowinckel (V) 25. Juli 1924 – 5. März 1926 (Abschiedsgesuch 1. März 1926)[4]
- Ivar Lykke (H) 5. März 1926 – 28. Januar 1928
- Christopher Hornsrud (Ap) 28. Januar 1928 – 15. Februar 1928 (Abschiedsgesuch 10. Februar 1928)[5]
- Johan Ludwig Mowinckel (V) 15. Februar 1928 – 12. Mai 1931
- Peder Kolstad (Bp) 12. Mai 1931 – 14. März 1932 (Tod Kolstads am 5. März 1931)[6]
- Jens Hundseid (Bp) 14. März 1932 – 3. März 1933 (Abschiedsgesuch 25. Februar 1933)[7]
- Johan Ludwig Mowinckel (V) 3. März 1933 – 20. März 1935
- Johan Nygaardsvold (Ap) 20. März 1935 – 25. Juni 1945. Von 7. Juni 1940 bis 31. Mai 1945 als Exilregierung in London (A–H–V–Hjemmefronten), ab 14. Mai 1945 zusätzlich eine Regierungsdelegation in Oslo.

### De-facto-Regime
- Vidkun Quisling (NS) 9. April 1940 – 15. April 1940
- Verwaltungsausschuss 15. April 1940 – 25. September 1940
- Provisorische Regierung unter Josef Terboven 25. September 1940 – 1. Februar 1942
- Vidkun Quisling (NS) 1. Februar 1942 – 8. Mai 1945

## Regierungen seit 1945
Ap = Arbeiderpartiet (Sozialdemokraten)
H = Høyre (Konservative)
V = Venstre (Liberale)
Bp = Bondepartiet (Bauernpartei)
Sp = Senterpartiet (Zentrumspartei)
NKP = Norges Kommunistiske Parti (Kommunisten)
KrF = Kristelig Folkeparti (Christliche Volkspartei)
SV = Sosialistisk Venstreparti (Sozialistische Linkspartei)
FrP = Fremskrittspartiet (Fortschrittspartei)
| lfd. Nr. | Regierung                | Amtsantritt        | Ministerpräsident          | Parteien          | Sitzverhältnis Regierung:Opposition | Stortingswahl      |
| -------- | ------------------------ | ------------------ | -------------------------- | ----------------- | ----------------------------------- | ------------------ |
| 1        | Regierung Gerhardsen I   | 25. Juni 1945      | Einar Gerhardsen (Ap)      | Ap, H, V, Bp, NKP | (147:3)                             | (19. Oktober 1936) |
| 2        | Regierung Gerhardsen II  | 5. November 1945   | Einar Gerhardsen (Ap)      | Ap                | 76:74                               | 8. Oktober 1945    |
| 2        | Regierung Gerhardsen II  | 5. November 1945   | Einar Gerhardsen (Ap)      | Ap                | 85:65                               | 10. Oktober 1949   |
| 3        | Regierung Torp           | 19. November 1951  | Oscar Torp (Ap)            | Ap                | 85:65                               |                    |
| 3        | Regierung Torp           | 19. November 1951  | Oscar Torp (Ap)            | Ap                | 77:73                               | 12. Oktober 1953   |
| 4        | Regierung Gerhardsen III | 22. Januar 1955    | Einar Gerhardsen (Ap)      | Ap                | 77:73                               |                    |
| 4        | Regierung Gerhardsen III | 22. Januar 1955    | Einar Gerhardsen (Ap)      | Ap                | 78:72                               | 10. Oktober 1957   |
| 4        | Regierung Gerhardsen III | 22. Januar 1955    | Einar Gerhardsen (Ap)      | Ap                | 74:76                               | 11. September 1961 |
| 5        | Regierung Lyng           | 28. August 1963    | John Lyng (H)              | H, Sp, KrF, V     | 74:76                               |                    |
| 6        | Regierung Gerhardsen IV  | 25. September 1963 | Einar Gerhardsen (Ap)      | Ap                | 74:76                               |                    |
| 7        | Regierung Borten         | 12. Oktober 1965   | Per Borten (Sp)            | H, Sp, V, KrF     | 80:70                               | 13. September 1965 |
| 7        | Regierung Borten         | 12. Oktober 1965   | Per Borten (Sp)            | H, Sp, V, KrF     | 76:74                               | 8. September 1969  |
| 8        | Regierung Bratteli I     | 17. März 1971      | Trygve Bratteli (Ap)       | Ap                | 74:76                               |                    |
| 9        | Regierung Korvald        | 18. Oktober 1972   | Lars Korvald (KrF)         | Sp, KrF, V        | 38:112                              |                    |
| 10       | Regierung Bratteli II    | 16. Oktober 1973   | Trygve Bratteli (Ap)       | Ap                | 62:93                               | 10. September 1973 |
| 11       | Regierung Nordli         | 15. Januar 1976    | Odvar Nordli (Ap)          | Ap                | 62:93                               |                    |
| 11       | Regierung Nordli         | 15. Januar 1976    | Odvar Nordli (Ap)          | Ap                | 76:79                               | 12. September 1977 |
| 12       | Regierung Brundtland I   | 4. Februar 1981    | Gro Harlem Brundtland (Ap) | Ap                | 76:79                               |                    |
| 13       | Regierung Willoch        | 14. Oktober 1981   | Kåre Willoch (H)           | H                 | 53:102                              | 14. September 1981 |
| 13       | Regierung Willoch        | 14. Oktober 1981   | Kåre Willoch (H)           | H, KrF, Sp        | 79:76                               |                    |
| 13       | Regierung Willoch        | 14. Oktober 1981   | Kåre Willoch (H)           | H, KrF, Sp        | 78:79                               | 9. September 1985  |
| 14       | Regierung Brundtland II  | 9. Mai 1986        | Gro Harlem Brundtland (Ap) | Ap                | 71:86                               |                    |
| 15       | Regierung Syse           | 16. Oktober 1989   | Jan P. Syse (H)            | H, KrF, Sp        | 62:103                              | 11. September 1989 |
| 16       | Regierung Brundtland III | 3. November 1990   | Gro Harlem Brundtland (Ap) | Ap                | 63:102                              |                    |
| 16       | Regierung Brundtland III | 3. November 1990   | Gro Harlem Brundtland (Ap) | Ap                | 67:98                               | 13. September 1993 |
| 17       | Regierung Jagland        | 25. Oktober 1996   | Thorbjørn Jagland (Ap)     | Ap                | 67:98                               |                    |
| 18       | Regierung Bondevik I     | 17. Oktober 1997   | Kjell Magne Bondevik (KrF) | KrF, Sp, V        | 42:123                              | 15. September 1997 |
| 19       | Regierung Stoltenberg I  | 17. März 2000      | Jens Stoltenberg (Ap)      | Ap                | 65:100                              |                    |
| 20       | Regierung Bondevik II    | 19. Oktober 2001   | Kjell Magne Bondevik (KrF) | H, KrF, V         | 62:103                              | 10. September 2001 |
| 21       | Regierung Stoltenberg II | 17. Oktober 2005   | Jens Stoltenberg (Ap)      | Ap, SV, Sp        | 87:82                               | 12. September 2005 |
| 21       | Regierung Stoltenberg II | 17. Oktober 2005   | Jens Stoltenberg (Ap)      | Ap, SV, Sp        | 86:83                               | 14. September 2009 |
| 22       | Regierung Solberg        | 16. Oktober 2013   | Erna Solberg (H)           | H, FrP            | 77:92                               | 9. September 2013  |
| 22       | Regierung Solberg        | 16. Oktober 2013   | Erna Solberg (H)           | H, FrP            | 72:97                               | 11. September 2017 |
| 22       | Regierung Solberg        | 16. Oktober 2013   | Erna Solberg (H)           | H, FrP, V         | 80:89                               |                    |
| 22       | Regierung Solberg        | 16. Oktober 2013   | Erna Solberg (H)           | H, FrP, V, KrF    | 88:81                               |                    |
| 22       | Regierung Solberg        | 16. Oktober 2013   | Erna Solberg (H)           | H, V, KrF         | 61:108                              |                    |
| 23       | Regierung Støre          | 14. Oktober 2021   | Jonas Gahr Støre (Ap)      | Ap, Sp            | 76:93                               | 13. September 2021 |
| 23       | Regierung Støre          | 14. Oktober 2021   | Jonas Gahr Støre (Ap)      | Ap                | 48:121                              |                    |